# 水浴するニンフたち
『水浴するニンフたち』（すいよくするニンフたち、独: Badende Nymphen, 英: Bathing Nymphs）は、イタリア、ルネサンス期のヴェネツィア派の画家パルマ・イル・ヴェッキオが1525年から1528年頃に制作した絵画である。油彩。主題についてはいくつかの説があるがはっきりしない。長命ではなかったパルマの最晩年の作品で、現在はウィーンの美術史美術館に所蔵されている。2022年現在では展示されていない。

## 作品
パルマは森の入口にある渓流ないし泉で水浴する女性たちを描いている。木陰に隠れている数名の女性を除いた12人全員が水浴びするため肌をさらしている。草の生い茂る岸辺で、ある者は衣服を脱ぎ、ある者は水に入ろうとし、ある者は水を浴び、ある者は水の中から岸に上がろうとしている。またある者は岸辺に寝そべっている。画面中央の最も目立つ場所に描かれているのはこの寝そべっている女性像である。彼女は画面左で衣服を脱いでいる女性を見つめているように見える。この女性の背後の狭い空間には2人のサテュロスが描かれている。遠景の丘の上では鹿狩りをする人々や城塞が見える。

### 主題
本作品の主題を特定するのは困難である。絵画の主題となった何らかのテクストあるいは神話の物語が存在した可能性は恐らくない。実際に彼女たちの配置やポーズの中に緊密な関連性を見出すことはできない。ただし、画面左端に2人のサテュロスが描かれていることから、ニンフたちを描いた作品であるとは考えられている。
画面中央の女性像はいかにも横臥して眠るヴィーナスの類型に見えるが、通常、ヴィーナスは多くの女性に囲まれて描かれることはない。より可能性が高いのは、この女性をアクタイオンやカリストの物語のように、狩りの後に水浴するエピソードを持つアルテミス（ローマ神話のディアナ）と見なす説である。しかしアルテミスであるならば、多くの場合、彼女たちの周囲には狩りで使用した弓矢や槍、猟犬、あるいは狩りで得た獲物が描かれるが、本作品にはそうしたものは見い出せない。また画面左の女性像はうつむいたポーズで衣服を脱ぎ、アルテミスと思しき横臥する女性像は彼女の露出した腹部を見つめているように見えることから、アルテミスとカリストの主題を読み取ることは可能である。しかし彼女たちの身振りや視線に激しさを物語る描写はなく、アルテミスらしき女性像は怒っているわけでも命令を下しているわけでもない。またカリストらしき女性の体形を見ると身ごもっている気配はなく、他の女性も彼女の服を脱がそうとしていない。
確実と考えられているのは、パルマが本作品で最も関心を持って取り組んだのは特定の物語に沿った画面を作り上げることではなく、様々なポーズの裸婦を自然の中に集合的に配置することでもたらされる絵画的効果を追求することであった。こうした画家の意図は、画面右端で水を浴びている2人の女性や、画面中央の奥で片足を水に入れている2人の女性が対称的なポーズを取っていることから窺える。それらは構図的にまとまりを欠いているものの、このような試みは自然の中に裸婦を配置することが定着していたヴェネツィア派においてもパルマ以前には知られていない。

### 図像的源泉

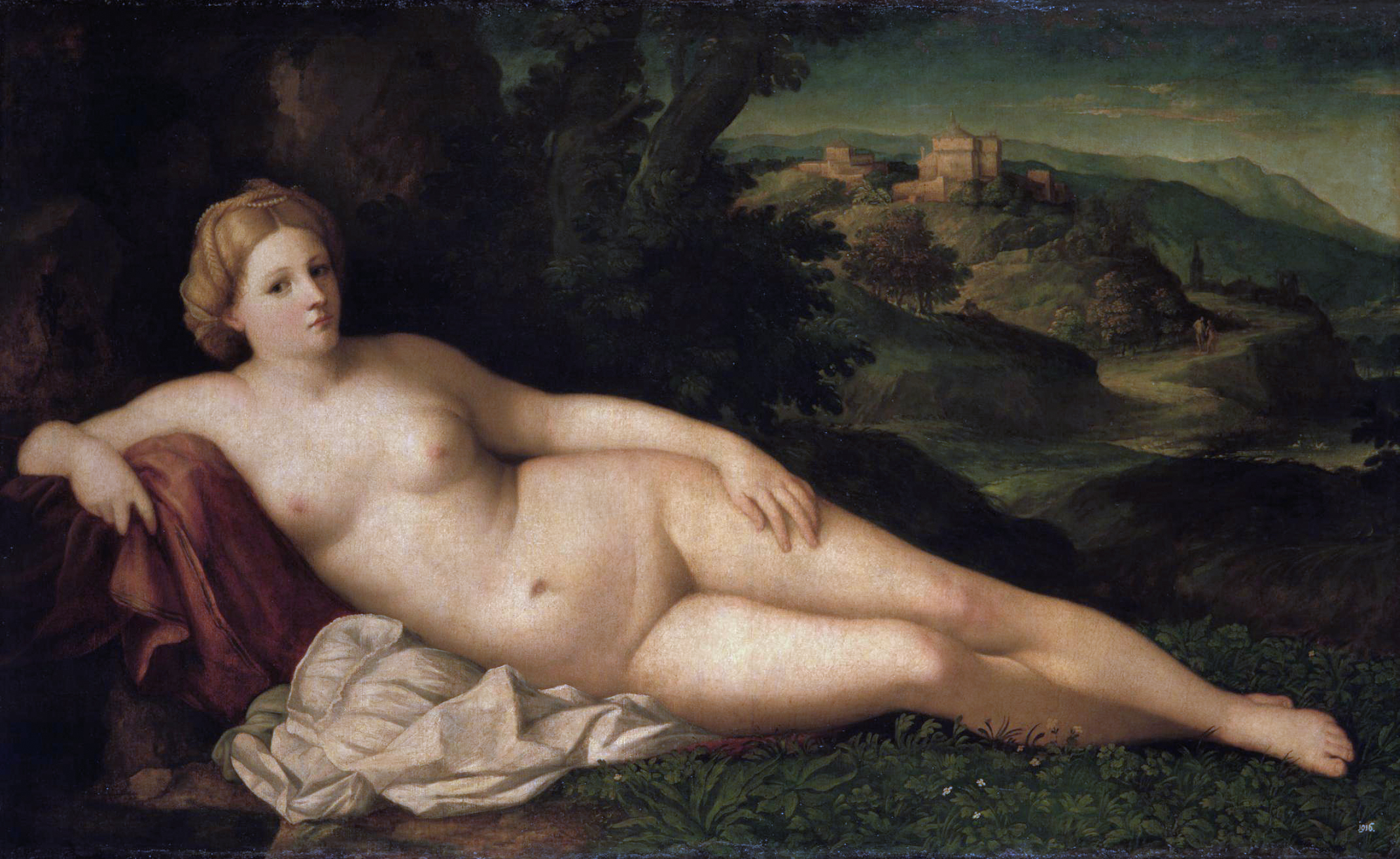
パルマ・イル・ヴェッキオの『休息するヴィーナス』。1528年以前。アルテ・マイスター絵画館所蔵。

何人かの女性像は古代の彫刻や同時代の版画を参照している。たとえば画面左で服を脱いでいる女性像は『美しい尻のヴィーナス』（ウェヌス・カリピュゴス, Venus Kallipygos）、岩に座って髪を梳いている女性像はジュリオ・ロマーノ原案のマルカントニオ・ライモンディの版画に基づいている。画面中央で横臥する女性像はドレスデンのアルテ・マイスター絵画館に所蔵されているパルマ自身の『休息するヴィーナス』（Ruhende Venus）を引用したものであり、そのヴィーナス像は同美術館のジョルジョーネの『眠るヴィーナス』（Schlummernde Venus）に基づいている。

## 来歴
絵画は1636年にヴェネツィアの商人・美術コレクター、バルトロメオ・デッラ・ナーヴェのコレクションであったことが知られている。本作品を含むナーヴェのコレクションの大部分は初代ハミルトン公爵ジェイムズ・ハミルトンに購入されてイギリスに渡った。しかし1649年にハミルトンが清教徒革命で処刑されると、そのコレクションは神聖ローマ帝国の大公レオポルト・ヴィルヘルム・フォン・エスターライヒに売却された。その後、1781年にブラチスラバで記録されたのち、1930年にウィーンのホーフブルク王宮から美術史美術館に移された。